# Łąkorek
Łąkorek – wieś w Polsce położona w województwie warmińsko-mazurskim, w powiecie nowomiejskim, w gminie Biskupiec. W latach 1975–1998 miejscowość administracyjnie należała do województwa toruńskiego.
W 1600 roku ze starostwa radzyńskiego wydzielono starostwo niegrodowe w Łąkorku.
Starości łąkorscy:
- Samuel Łaski[3] (zm. 1609)
- Otton Meden, starostą był w latach 1614–1639. Otto Meden ożenił się z wdową po staroście Samuelu Łaski, wcześniej był tenutariuszem łąkorskim,
- Katarzyna Medenowa, pełniła funkcję starosty do roku 1643 (od króla Władysława IV otrzymała zgodę na odstąpienie starostwa), wdowa po Ottonie Medenie,
- Stanisław Kobierzycki, objął starostwo w 1643, w latach 1656–1665 był wojewodą pomorskim. Ożeniony był z Zofią Parzniewską zmarł w 1665 r.,
- Michał Działyński, w 1681 został wojewodą chełmińskim,
- Karol Działyński, syn Michała, starosta był w latach 1685–1690. Po jego śmierci starostwo łąkorskie nadawane było wspólnie ze starostwem bratiańskim. Ostatni starosta Tomasz Czapski przekazał Łąkorek władzom pruskim w dniu 19 września 1772 r.

Zachował się Wilkierz na starostwo łąkorskie – rkps 1629-1705 autorstwa Tomasza Działyńskiego, starosty łąkorskiego.

## Zabytki
Do wojewódzkiego rejestru zabytków wpisane są obiekty:
- zespół pałacowy i folwarczny, XIX/XX:
  - pałac,
  - park
  - folwark

## Urodzeni w Łąkorku
- Friedrich Lange – chirurg, filantrop